# うお座107番星
うお座107番星 (107 Piscium, 107 Psc) は、太陽系から24光年離れた位置にあるうお座の5等星である。太陽より小さいK型の主系列星で、サイズや表面温度などの性質は、太陽近傍の恒星ではケンタウルス座α星Bに近い。また、視等級5.26-5.14等級の範囲で変光をしている可能性があり、変光星として NSV 600 の名前が与えられている。

## 名称
うお座107番星という名称はフラムスティード名による命名法に従っている。うお座では1番星から113番星まである。また、この恒星は間違えて二度数えられたゆえにおひつじ座2番星と全く同一のものである。

## 特徴
うお座107番星は太陽より多少老いており、約60億歳である。質量は0.83M☉、半径は0.80R☉だが、光度は0.46L☉程度である。恒星の有効温度は5242K(4969℃)。自転周期は約35.0日である。
うお座107番星は赤外超過が起こっている可能性があるが、いまだ発見されていない。この恒星において地球のように水が存在できるとされるハビタブルゾーンは0.52AUから1.10AUの範囲である。
1997年、ヒッパルコスのミッション中に得られたデータでうお座107番星は周期0.576年の連星として分類されたが、未だ承認されていない。